# NGC 6776A
NGC 6776A is een balkspiraalstelsel in het sterrenbeeld Pauw. Het hemelobject werd op 20 juni 1835 ontdekt door de Britse astronoom John Herschel.

## Synoniemen
- ESO 104-52
- IRAS 19204-6346
- PGC 63181